# Il congresso di futurologia
Il congresso di futurologia è un romanzo dello scrittore di fantascienza polacco Stanisław Lem edito nel 1971
Il libro segue le peripezie del futurologo Ijon Tichy, che ha ingerito delle sostanze allucinogene, nel mondo futuro, una Terra del 2039 in cui potenti psicofarmaci usati in modo massiccio riescono a creare un mondo illusorio dove le persone sopravvivono senza rendersi conto dei problemi di sovrappopolazione e inquinamento.
Al libro è ispirato il film The Congress (2013) diretto da Ari Folman.

## Trama
Il protagonista e narratore in prima persona del romanzo è Ijon Tichy, un futurologo che si trova nella nazione immaginaria del Costaricana per partecipare ad un congresso internazionale di futurologia presso l'hotel Hilton. Fin dal primo giorno del congresso l'hotel e la città sono al centro di scontri tra le forze dell'ordine e dei manifestanti. In questi scontri è utilizzata una sostanza che se ingerita o inalata provoca nelle persone un cambiamento psicologico che le rende affettuose nei confronti degli altri fino ad un livello parossistico, impedendo quindi qualsiasi scontro. 
La prima parte del romanzo descrive situazioni grottesche legate a questa vicenda e alle allucinazioni che gli scienziati futurologi, i giornalisti che seguono il congresso ed altre persone che si trovano nell'hotel vivono, in parte dovute alle "Bombe d'Amore per il Prossimo" e in parte dovute alle sostanza che assumono per contrastare l'effetto delle bombe. 
Il governo infatti bombarda con le Bombe d'Amore per il Prossimo l'hotel e Tichy fugge nelle fogne, dove grandi topi camminano sulle zampe posteriori. Tichy viene evacuato da questo ambiente dai militari: prima scappa con un jetpack, ma si rende conto di avere avuto un'allucinazione cadendo nelle acque della fogna per scoprire di non essere mai uscito. Dopo essere tornato alla realtà, viene nuovamente salvato e questa volta evacuato in elicottero, ma durante il salvataggio l'elicottero si schianta e lui si risveglia in ospedale, dove scopre che il suo cervello è stato trapiantato nel corpo di un'attraente giovane donna di colore.
I manifestanti attaccano l'ospedale e Tichy viene quasi ucciso di nuovo. Questa volta, quando si sveglia, scopre di essere stato trapiantato nel corpo di un uomo sovrappeso e dai capelli rossi, tuttavia anche questa è un'illusione, terminata di nuovo quando Tichy cade nelle acque della fogna. Quando i militari arrivano ancora una volta per salvare tutti, Tichy si rifiuta di muoversi, credendo che sia un'altra illusione. Viene poi trovato dai controrivoluzionari, che lo fucilano. Al risveglio in un altro ospedale, lo stato mentale di Tichy diventa sempre più fragile poiché non riesce a distinguere la realtà dalle allucinazioni e i medici prendono la decisione di congelarlo fino al momento in cui lo sviluppo della medicina potrà aiutare la sua condizione.
Si risveglia nell'anno 2039 e, a questo punto, il romanzo adotta il formato di un diario che Tichy tiene per raccontare la sua esperienza in questo nuovo mondo. 
Per molti aspetti, questa società futura è utopica. Per avere denaro basta andare in banca, richiedere una somma qualsiasi e prenderla in prestito senza interessi. Non viene fatto alcuno sforzo nemmeno per riscuotere il debito, poiché la maggior parte delle persone assume un farmaco che instilla un senso di orgoglio ed etica del lavoro, che impedirebbe il mancato pagamento del debito. Ci sono numerosi robot usati per moltissime attività faticose.
Tichy scopre gradualmente anche aspetti negativi: esiste un pregiudizio intrinseco nei confronti degli ex ibernati come lui e inoltre, l'umore è altamente regolato dai farmaci e ve ne sono per qualunque attività ed emozione della vita quotidiana. Instaura anche una relazione con una donna ma la insistenza di questa nell'indurlo ad assumere sempre più farmaci lo spinge a rompere la relazione e alla decisione di smettere di prendere qualsiasi farmaco e confida al suo amico, il professor Trottelreiner (un futurologo del convegno), che non sopporta questo nuovo mondo. Trottelreiner spiega che i narcotici e gli allucinogeni di cui Tichy è stanco sono sciocchezze rispetto ai "mascanti", che sono così potenti da mascherare intere fasce di realtà. Tichy assume una sostanza datagli da Trottelreiner proprio per annullare l'effetto del mascante nebulizzato ovunque e vedere la realtà. Il mondo utopico è quindi una grande illusione: ad esempio la gente crede di guidare un'auto e invece corre, crede di pranzare in ristoranti di lusso e invece si trova in squallidi bunker, il mondo reale è freddo, inquinato, sovrappopolato.
In uno stato di panico, Tichy si rende conto che "non è più al sicuro nell'illusione, ma è naufragato nella realtà" e cerca disperatamente la sede del potere. Sale su un grattacielo per incontrare il suo conoscente George P. Symington, che siede in un ufficio modesto e spiega a Tichy che lui e pochi altri impiegano i mascanti come modo per mantenere l'ordine: "Siamo nell'anno 2098... nel mondo vivono sessantanove miliardi di esseri viventi legali e almeno ventisei miliardi di clandestini. La temperatura media annua è calata di quattro gradi; tra quindici, vent'anni qui ci sarà un ghiacciaio. Non possiamo porre rimedio alla glaciazione e tanto meno impedirla: possiamo solo nasconderla".
Tichy affronta Symington e lo spinge fuori dalla finestra saltando con lui. Precipitano a terra, ma invece di scontrarsi con il terreno ghiacciato, Tichy si ritrova nelle acque nere e puzzolenti della fogna sotto l'hotel Hilton, e capisce che la distopia del 2039 era un ennesimo sogno allucinato. Si rende conto che ormai è il secondo giorno dell'Ottavo Congresso Futurologico Mondiale.

## Edizioni
- Il congresso di futurologia, traduzione di Sandra Cecchi, Milano, Marcos y Marcos, 2003, ISBN 9788871683805.